# Fuldatal
Fuldatal är en kommun i Landkreis Kassel i Regierungsbezirk Kassel i förbundslandet Hessen i Tyskland.
Kommunen bildades 1 januari 1970 genom en sammanslagning av de tidigare kommunerna Ihringshausen, Simmershausen, Wahnhausen, Knickhagen och Wilhelmshausen. Rothwesten uppgick i den nya kommuen 1 augusti 1972.